# ルドルフ・ケンペ
ルドルフ・ケンペ （Rudolf Kempe, 1910年6月14日 - 1976年5月12日）はドイツの指揮者。妻はソプラノ歌手のエリーザベト・リンデルマイヤー。

## 生涯
- 1910年、宿屋の息子としてドレスデン近郊ニーダーポイリッツで生まれた。ドレスデン音楽大学でオーボエを学び卒業。
- 1929年、ライプツィヒ・ゲヴァントハウス管弦楽団のオーボエ奏者となる。当時、同楽団はブルーノ・ワルターが指揮者、シャルル・ミュンシュがコンサートマスター、フランツ・コンヴィチュニーが首席ヴィオラ奏者だった。
- 1935年、ケムニッツとヴァイマルの歌劇場指揮者。
- 1950年、ドレスデン国立歌劇場の音楽監督。
- 1952-1954年、ショルティの後任としてバイエルン国立歌劇場の音楽監督。
- 1954年、渡米してニューヨーク・メトロポリタン歌劇場の指揮者。
- 1956年、病気のため一時活動を中断。
- 1960年、バイロイト音楽祭に初登場、1963年まで4年間『ニーベルングの指輪』を指揮。
- 1961年、ロイヤル・フィルハーモニー管弦楽団首席指揮者。トーマス・ビーチャムの遺志により、残されたオーケストラを支えるも、楽団が「ロイヤル」の称号返上を余儀なくされ、運営困難となって1963年に退任。しかし、オーケストラは1966年に再び「ロイヤル」の称号を得てケンペを迎え入れた。ケンペは1975年にBBC交響楽団に招かれるまでこの地位にあった。
- 1965年-1972年、チューリッヒ・トーンハレ管弦楽団首席指揮者。
- 1967年、ミュンヘン・フィルハーモニー管弦楽団の首席指揮者。任期中の1972年、ミュンヘン・オリンピックでのテロ事件による犠牲者を悼む集会が会期中にスタジアムで行なわれ、ケンペ指揮のミュンヘン・フィルが「英雄」第二楽章を演奏し、映像が世界に中継された。
- 1975年、BBC交響楽団の常任指揮者を兼任。
- 1976年、チューリッヒにて急逝（肝臓癌）。現在、墓所はイギリスのストラトフォード＝アポン＝エイヴォンにある[2]。

## レパートリー
ケンペは、ヨハン・ゼバスティアン・バッハ、ベートーヴェン、ブラームス、ワーグナー、ブルックナー、R.シュトラウスなどドイツの作曲家の作品を得意とするだけでなく、チャイコフスキーやドヴォルザーク、セルゲイ・ラフマニノフなどスラヴ系音楽、レスピーギのような近代イタリア音楽も指揮している。

## 客演指揮者として
客演した先は非常に多い。「たとえ相手が女王陛下でもタクシードライバーでも同じ」と評された物腰柔らかい紳士的な人柄や長身というスタイルもあり、イギリスでは特に人気を博した指揮者である。初期はフィルハーモニア管弦楽団を中心とし、その後ロイヤル・フィルハーモニー管弦楽団やBBC交響楽団、ロンドン交響楽団でも多く指揮を執り、録音も多数リリースされている。母国ドイツではベルリン・フィルハーモニー管弦楽団で多数録音を行ったほか、バンベルク交響楽団、バイエルン放送交響楽団、シュトゥットガルト放送交響楽団、その他多数のオペラハウスを振っている。その他ウィーン・フィルハーモニー管弦楽団との録音も多く残されており、アムステルダム・コンセルトヘボウ管弦楽団にも頻繁に客演した。

## 代表的な録音
ケンペは1950年代からEMIレーベルにベルリン・フィルハーモニー管弦楽団やウィーン・フィルハーモニー管弦楽団と多数録音している。シュターツカペレ・ドレスデンとのリヒャルト・シュトラウスの管弦楽作品集は、発売当初から好評であった。ほかにも、ミュンヘン・フィルハーモニー管弦楽団とのベートーヴェン交響曲全集、ウィーン・フィルハーモニー管弦楽団とのワーグナーの歌劇『ローエングリン』などが知られる。再評価の動きが始まって以降、CBSソニーからシューベルトの交響曲第8番『ザ・グレイト』などの3枚、TESTAMENTレーベルからはEMIに残されていたベルリン・フィル、ウィーン・フィル、ロイヤル・フィルとのボックスセット、SCRIBENDUMレーベルからは、ミュンヘン・フィルとのブラームス交響曲全集やブルックナーの交響曲（第4番、第5番）などが復刻されたほか、バイエルン放送交響楽団やBBC交響楽団などとの放送用・ライヴ録音が発掘されている。